# Scarabaeus puncticollis
Scarabaeus puncticollis là một loài bọ cánh cứng trong họ Bọ hung (Scarabaeidae).